# Псевдошаруватість
Псевдошарува́тість (рос. псевдослоистость, англ. pseudobedding, pseudostratification, pseudolamination; нім. Pseudoschichtung f, Pseudostratifikation f, Pseudobänderung f) — несправжня шаруватість, яка виникає, наприклад, при коагуляції колоїдів, у результаті метаморфізму, при діагенезі. Іноді псевдошаруватість візуально виражена більш різко, ніж справжня.